# Hoplia plebeja
Hoplia plebeja är en skalbaggsart som beskrevs av Moser 1921. Hoplia plebeja ingår i släktet Hoplia och familjen Melolonthidae. Inga underarter finns listade i Catalogue of Life.